# Сергеев, Юрий Георгиевич
Ю́рий Гео́ргиевич Серге́ев (20 мая 1930, Никольск-Уссурийский — 22 мая 2024, Владивосток) — капитан китобойного судна «Жаркий» Антарктической китобойной флотилии «Советская Россия» Министерства рыбного хозяйства СССР, Приморский край. Герой Социалистического Труда (1971).

## Биография
Родился в 1930 году в учительской семье в городе Никольске-Уссурийском. В 1946 году окончил семилетку в городе Ворошилове, трудился в местном колхозе. С 1947 года обучался в школе юнг в Находке, которую окончил в 1949 году. Работал матросом, старшим помощником капитана китобойного судна «Трудфронт» Управления «Далькитозвертрест» (с 1970 года вошло в состав Управления «Дальморепродукт»). Затем — капитан китобойных судов Дальневосточной китобойной флотилии «Алеут» (1959—1968), капитан китобойного судна «Жаркий» Антарктической китобойной флотилии «Советская Россия» (1968—1971).
Указом Президиума Верховного Совета СССР от 26 апреля 1971 года «за выдающиеся успехи, достигнутые в выполнении заданий пятилетнего плана по развитию рыбного хозяйства» удостоен звания Героя Социалистического Труда с вручением ордена Ленина и золотой медали «Серп и Молот».
Позднее трудился дублёром капитана-директора Антарктической китобойной флотилии «Советская Россия» (1971—1976). В 1971 году избирался делегатом XXIV съезда КПСС.
С октября 1976 года до выхода на пенсию — капитан-наставник морской экспедиции Управления «Дальморепродукт».
Жил во Владивостоке. Скончался 22 мая 2024 года на 95-м году жизни. Похоронен на Лесном кладбище Владивостока.

## Награды
- Герой Социалистического Труда
- Орден Ленина — дважды (07.07.1966; 1971)
- Медаль «За трудовую доблесть» (02.03.1957)
- Почётный гражданин Владивостока (2018).